# 阿普洛尔
阿普洛尔（英语：Alprenolol），或叫烯丙洛尔，是一种非选择性β受体阻滞剂以及5-HT1A和5-HT1B受体拮抗剂，用于治疗心绞痛。它不再由阿斯利康销售，但仍可从其他制药公司购买。